# زكي رستم
زكي رستم (5 مارس 1903 - 15 فبراير 1972)، ممثل مصري ينتمي إلى مدرسة الاندماج. يعتبر من أهم ممثلي السينما المصرية، واختير من قبل مجلة (باري ماتش) كواحد من أفضل 10 ممثلين في العالم. في رصيده أكثر من 240 فيلم، لم يعرف منها سوى 55 فيلمًا.

## السيرة الذاتية
ولد في قصر جده اللواء محمود رستم باشا بحي الحلمية الذي كانت تقطنه الطبقة الأرستقراطية في أوائل القرن الماضي، كان والده محرم بك رستم عضواً بارزاً بالحزب الوطني، وصديقاً شخصياً للزعيمين مصطفى كامل ومحمد فريد. في عام 1920 نال شهادة البكالوريا ورفض استكمال تعليمه الجامعي، وكانت أمنية والده أن يلحقه بكلية الحقوق، إلا أنه اختار هواية فن التمثيل. في عام 1924 كانت رياضة حمل الأثقال هوايته المفضلة، وفاز بلقب بطل مصر الثاني في حمل الأثقال للوزن الثقيل.

## المسيرة الفنية
التقى بالفنان «عبد الوارث عسر» الذي ضمه إلى إحدى فرق الهواة المسرحية وكانت هذه نقطة التحول في حياته. وبعد وفاة الأب تمرد على تقاليد الأسرة العريقة معلناً انضمامه إلى فرقة جورج أبيض، فطردته أمه من السرايا لأنه مثل سيئ لإخواته، بعدما خيرته بين الفن والتحاقه بكلية الحقوق، فاختار المسرح فأصيبت بالشلل حتى وفاتها. انضم إلى فرقة «عزيز عيد» ثم تركه بعد شهور لينضم إلى فرقة «اتحاد الممثلين» وكانت أول فرقة تقرر لها الحكومة إعانة ثابتة لكن لم يستمر فيها طويلاً فتركها. بعد ذلك انضم إلى «الفرقة القومية» وكان يرأسها في ذلك الوقت الفنان «خليل مطران» وظل فيها عشرة أعوام كاملة. اختاره المخرج محمد كريم ليشترك في بطولة فيلم «زينب» الصامت تأليف الدكتور «حسين هيكل» وإنتاج يوسف وهبي وكان أمام الفنانة بهيجة حافظ.
بلغ رصيده الفني من الأفلام 240 فيلماً ولكن المشهور منها والموجود 55 فيلماً فقدّم على سبيل المثال «العزيمة» 1939 و«زليخة تحب عاشور» 1939 و«إلى الأبد» 1941 و«الشرير» 1942 و«عدو المرأة» 1946 و«خاتم سليمان» و«ياسمين» و«معلش يا زهر» 1947 و«بائعة الخبز» 1953 و«الفتوة» 1957 و«امرأة على الطريق» 1958 وآخر أفلامه «إجازة صيف» 1967. كتب عنه جورج سادول المؤرخ والناقد السينمائي الفرنسي إنه فنان قدير ونسخة مصرية من أورسن ويلز بملامحه المعبرة ونظراته المؤثرة واختارته مجلة «باري ماتش» الفرنسية بوصفه واحداً من أفضل عشرة ممثلين عالميين.
أطلق عليه «رائد مدرسة الاندماج». فكان نموذجاً رائعاً للنجم السينمائي المنفرد في مواهبه، الذي يقوى على أن يتقمص أية شخصية مهما تعددت حالاتها النفسية ومواقفها المتقلبة والمتلونة، فكان لا يكاد ينتهي من أداء موقف من المواقف أمام الكاميرا حتى تتصاعد موجة من التصفيق من كل الحاضرين في البلاتوه بمن فيهم من شاركوه تمثيل الموقف، فاتن حمامة كانت تخاف من اندماجه عندما يستولي عليه فتقول «يندمج لدرجة أنه لما يزقني كنت ألاقي نفسي طايرة في الهواء».
عندما عرضت عليه شركة كولومبيا بطولة فيلم عالمي رفض زكي رستم ولما سألوه عن سبب الرفض قال بغضب «غير معقول اشتغل في فيلم يعادي العرب». كان الفن عنده هو البلاتوه ولحظة خروجه منه تنقطع الصلة بينهما تماماً ولهذا لم يكن له أصدقاء. صديقه الوحيد سليمان نجيب وكان معروفا بابن الباشا وكان يحترم ويحب الفنان عبد الوارث عسر، وعاش طوال حياته أعزب لا يفكر في الزواج لا يشغله سوى الفن. في سنواته الفنية الأخيرة عانى من ضعف السمع وكان يكره أن يستعين بسماعة من تلك الاختراعات الإلكترونية. كان يسكن بمفرده في شقة بعمارة يعقوبيان بشارع 26 يوليو ولم يكن يؤنس وحدته سوى خادم عجوز قضى في خدمته أكثر من ثلاثين عاماً وكلبه الوولف الذي كان يصاحبه في جولاته الصباحية.
في عام 1962 حصل على وسام الفنون والعلوم والأدب من الرئيس جمال عبد الناصر. في عام 1968 توقف الفنان زكي رستم تماماً عن التمثيل وابتعد عن السينما واعتزل الناس بعد أن فقد حاسة السمع تدريجياً وكان يقضي معظم وقته في القراءة.

## أعماله
| - إجازة صيف:1966-فريد - الحرام:1965-الناظر - بقايا عذراء:1962-الباشا - يوم بلا غد:1962-طاهر - أعز الحبايب:1961-إبراهيم أفندي، الأب - أنا وبناتي:1961-محمود عبد الفتاح - الخرساء:1961-المعلم عتريس - ملاك وشيطان:1960-شحات أبو سريع - لحن السعادة:1960-الباشا جلال عبد العظيم - نهر الحب:1960-طاهر - الهاربة:1958-الحاج صالح سليمان - امرأة في الطريق:1958-المعلم فرج الصعيدي - لن أبكي أبدا:1957-عبد المجيد باشا - الفتوة:1957-المعلم أبو زيد - إغراء:1957-أحمد | - أين عمري:1956-عزيز - رصيف نمرة 5:1956-المعلم بيومي كبير العصابة - حب ودموع:1955-الريّس متولي عبد ربه - موعد مع إبليس:1955-دكتور رجب - صراع في الوادي:1954-الباشا - بائعة الخبز:1953-الريس عبد الحكيم - قلبي على ولدي:1953-طاهر - بنت الأكابر:1953-شوكت باشا - عائشة:1953-مدبولي - حكم قراقوش:1953-قراقوش - مسمار جحا:1952 - النمر:1952-درويش - أولادي:1951 - أنا الماضي:1951-حامد بسيوني - معلش يا زهر:1950-صابر أفندي | - ياسمين:1950-جد ياسمين أبو سعاد - خاتم سليمان:1947-المعلم بيومي/حسني باشا السعيد - الأب:1947 - الهانم:1947 - غروب:1947 - ضحايا المدينة:1946 - عواصف:1946 - النائب العام:1946-عبد الخالق أفندي - عدو المرأة:1946-رؤوف - هدمت بيتي:1946 - السوق السوداء:1945-أبو محمود - الصبر طيب:1945-رشاد والِد حمادة - قصة غرام:1945-شاهين - الحياة كفاح:1945 | - هذا جناه أبي:1945-عادل - الشريد:1942 - المتهمة:1942-كامل - إلى الأبد:1941 - زليخة تحب عاشور:1939 - العزيمة:1939-نزيه باشا - ليلى البدوية:1937 - ليلى بنت الصحراء:1937-زياد - حفل ستوديو مصر: 1935-نفسه - فيلم قصير - الاتهام:1934-شوكت المحامي ابن عم بهيجة - كفري عن خطيئتك:1933-الأخ - الوردة البيضاء:1932-شفيق بك شقيق فاطمة هانم - الضحايا:1932-برعي - زينب:1930-حسن |

## وفاته
أصيب بأزمة قلبية حادة نقل على أثرها إلى مستشفى دار الشفاء، وفي ساعة متأخرة من ليلة 15 فبراير عام 1972 صعدت روحه إلى السماء. ولم يشعر به أحد ولم يمشِ في جنازته أحد.

## هوامش
- زكي رستم هو عم المذيعة ليلى رستم [7] ، وأيضاً هو خال الممثلة ماجدة الخطيب.[8]

## وصلات خارجية
- زكي رستم على موقع IMDb (الإنجليزية)
- زكي رستم على موقع الدهليز
- زكي رستم على موقع قاعدة بيانات الأفلام العربية
- زكي رستم على موقع قاعدة بيانات الفيلم (الإنجليزية)